# Nicola De Maria
Nicola De Maria (* 6. Dezember 1954 in Foglianise) ist ein italienischer Maler.

## Leben und Werk

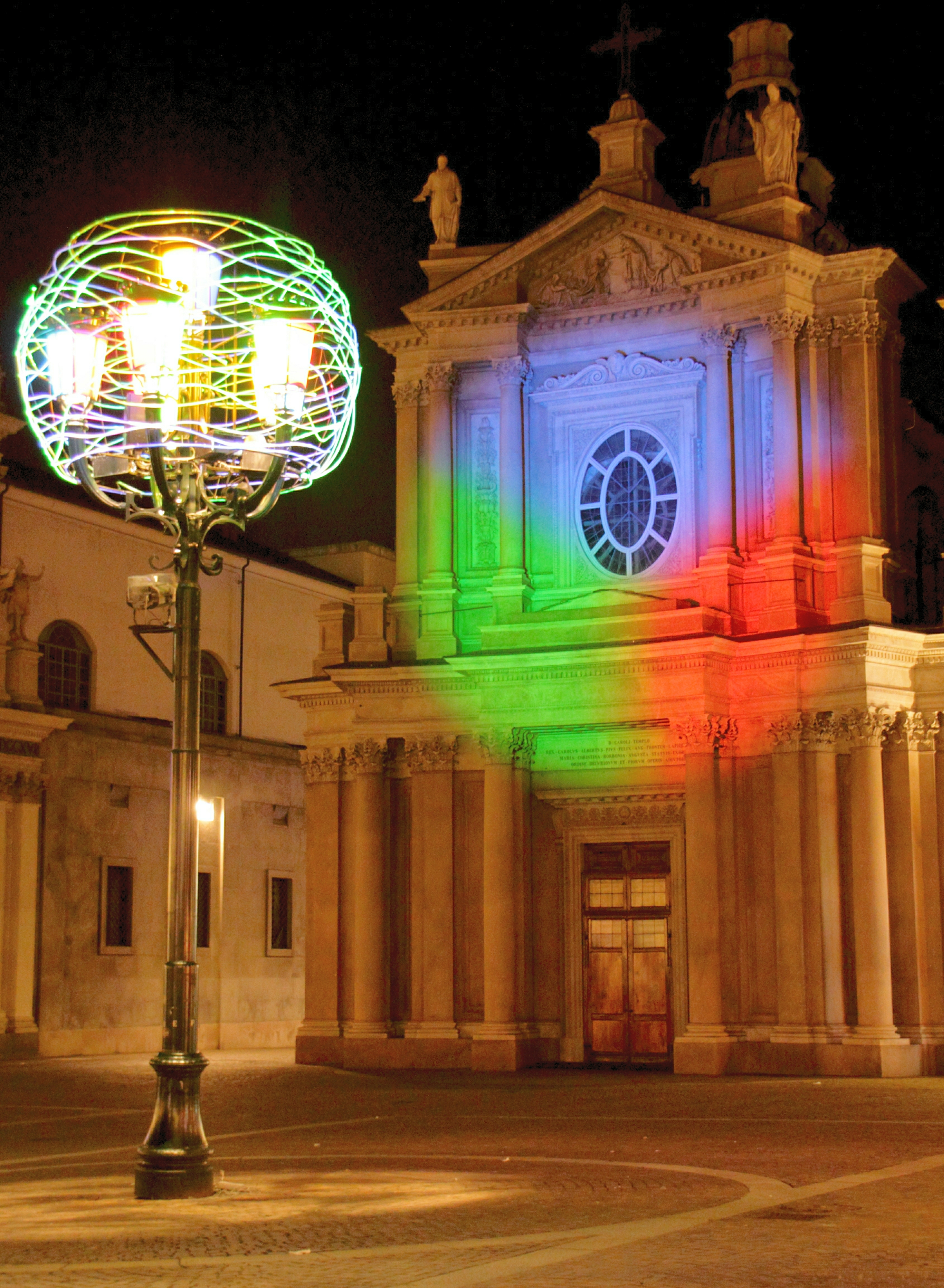
Regno dei fiori, Nicola De Maria, Foto: Fulvio Spada

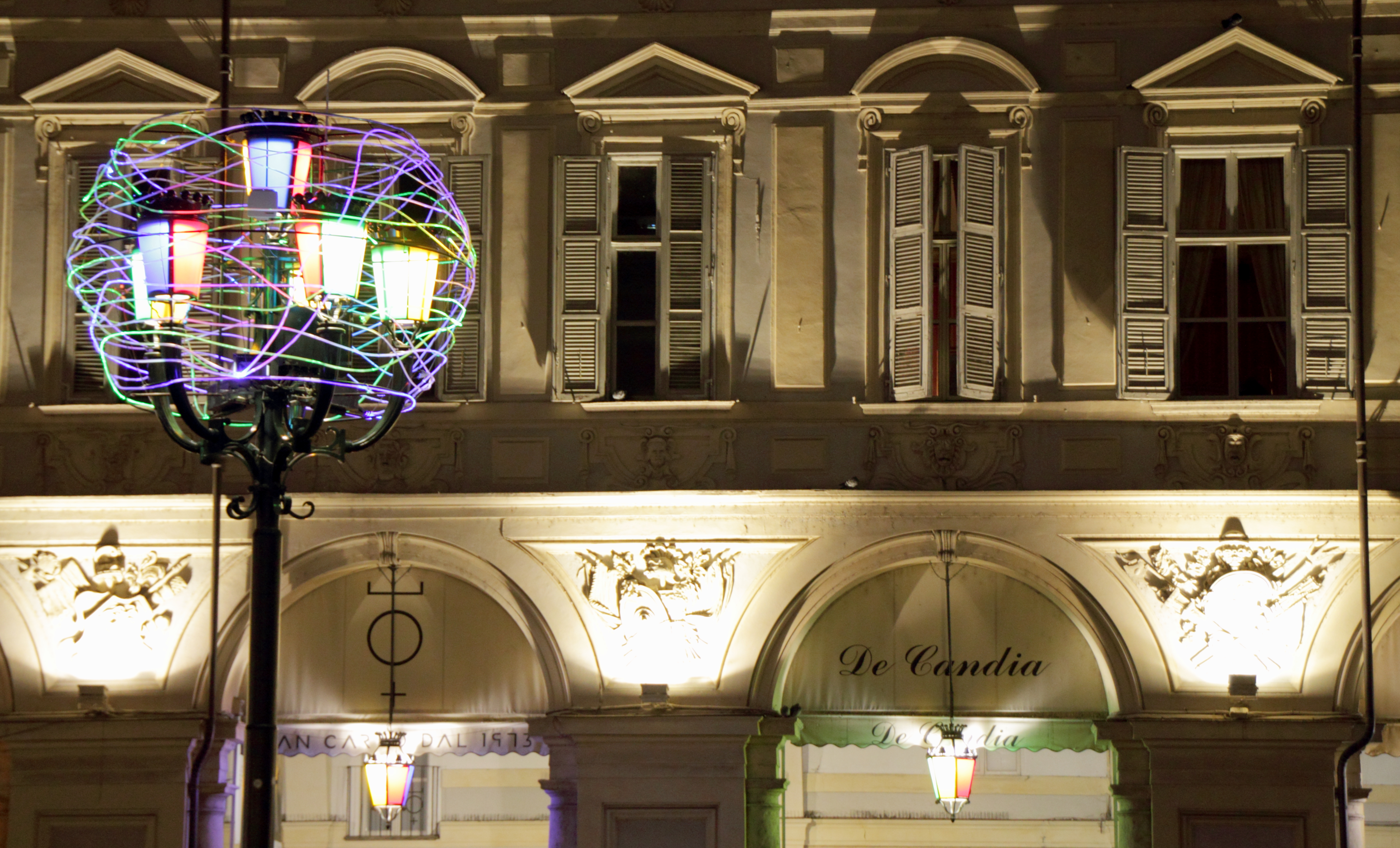
Regno dei fiori, Nicola De Maria, Foto: Fulvio Spada

De Maria ist 1954 in Foglianise in Kampanien geboren und wuchs in Turin im Piemont auf. Zunächst studierte er Medizin und spezialisierte sich auf Psychiatrie, praktizierte aber nicht. Als Künstler ist Nicola de Maria Autodidakt. Mitte der 70er entstehen Bleistift- und Pastellzeichnungen, sowie Wasserfarbenmalereien auf Schreibpapier und später auch Leinwandmalereien. 1977 entstand die erste Wandmalerei. Auf der Station Dante in der Metropolitana di Napoli sind Werke von ihm zu sehen.
Nicola de Maria ist ein Maler der italienischen Transavantgarde. Geprägt wurde der Begriff Transavantgarde von dem Kunsthistoriker Achille Bonito Oliva. In Gegensatz zu Sandro Chia, Francesco Clemente, Enzo Cucchi, Mimmo Paladino und Carlo Maria Mariani arbeitet er abstrakt. De Maria lebt und arbeitet in Turin.

## Ausstellungen (Auswahl)

### Einzelausstellungen
- 2013: Retrospektive Galleria civica d’arte moderna e contemporanea, Turin
- 1985: Van Abbemuseum, Eindhoven
- 1983: Retrospektive Haus Lange, Krefeld

### Gruppenausstellungen
- 2005, 2012: Quadriennale di Roma, Rom
- 1982: documenta 7, Kassel
- 1982: 4. Biennale of Sydney, Sydney
- 1981: 16. Biennale von São Paulo, São Paulo
- 1980, 1988, 1990: Biennale di Venezia, Venedig
- 1981: 16. Biennale von São Paulo, São Paulo